# Skladník

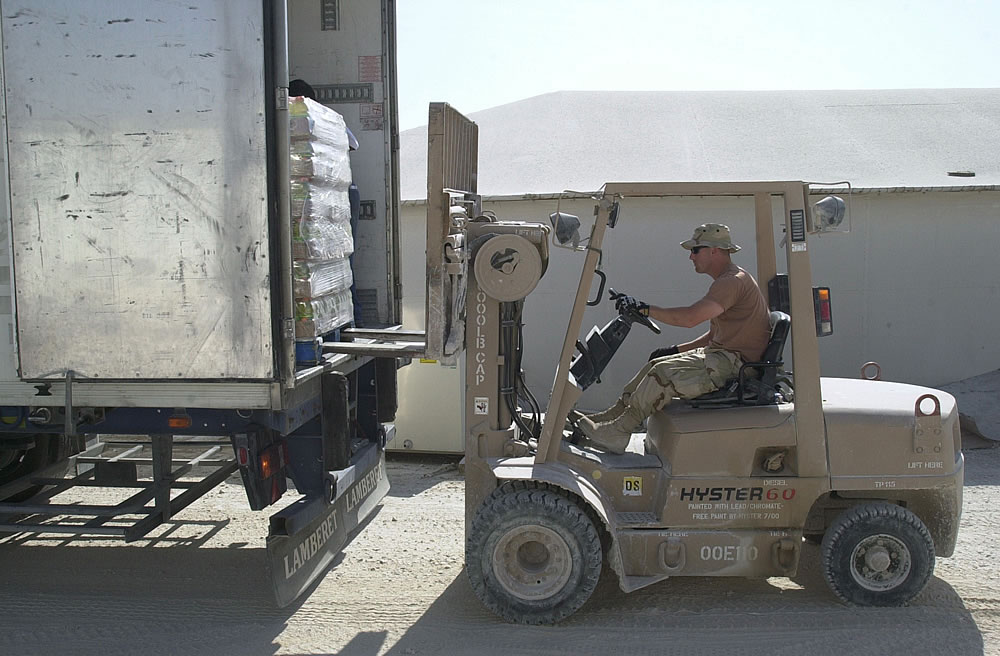
Nakládání zboží pomocí vysokozdvižného vozíku

Skladník nebo také operátor skladování a skladový manipulant je pracovník ve skladovém hospodářství. K činnostem skladníka patří především logistické operace s produkty reálného charakteru. Skladník zpravidla pracuje ve skladu a skladových prostorech.

## Vzdělání
V České republice existuje učební obor Operátor skladování (66-53-H/01), který vzdělává kvalifikované pracovníky do skladů. Učni během studia mohou získat i osvědčení o způsobilosti k obsluze minimálně jednoho manipulačního prostředku (například kurz obsluhy motorových manipulačních vozíků, jeřábnický kurz, vazačský kurz aj.). Studium je zakončeno závěrečnou zkouškou a absolvent získá výuční list.

## Pracovní činnosti
- výdej a příjem materiálu na sklad
- naskladnění, vyskladňování a evidenci materiálu
- manipulace s materiálem
- balení a příprava zboží k expedici (vychystávání)
- vedení skladové evidence a administrativy
- řízení vysokozdvižného vozíku